# Antoon Jacob Wyllie
Antoon Jacob Wyllie (Diksmuide, 4 december 1763 – aldaar, 7 mei 1837) was een Belgisch procureur, burgemeester, toneelschrijver en dichter.

## Levensloop
Wyllie werd geboren op 4 december 1763 te Diksmuide en was de zoon van Jacques Antoine Wyllie en Anne Ursule Caesteker. 
Op 28 februari 1799 huwde hij te Diksmuide met Sophie Collete Adélaïde Peellaert, dochter van Antoine Peellaert en Jeanne Beghin.
Beroepshalve was hij procureur te Diksmuide en op 30 augustus 1817 werd hij ingehuldigd als burgemeester, een ambt dat hij uitoefende tot in 1824. Voorts was hij van 1832 tot en met 1837 ook verkiesbaar voor de senaat.
Daarnaast was hij voorzitter van de maatschappij tot Nut van 't Algemeen en van 1819 tot en met 1837 van de Maetschappy van Rhetorica: Nu, morgen niet!
Als toneelschrijver stond hij vooral bekend van zijn werk: De Veldslag van Waterloo, hetgeen hij kort na de val van Napoleon schreef in verzen. Dit werk was vooral zeer populair in Diksmuide en in Nieuwpoort. Overigens schreef hij ook nog tal van gelegenheidsgedichten, die wijd en zijd verspreid zijn.
Verder wordt hij in verscheidene bronnen omschreven als grootgrondbezitter en behoorde hij tot de 60 rijkste inwoners van West-Vlaanderen.